# Bojaniec
Bojaniec – wieś na Ukrainie, w obwodzie lwowskim, w rejonie żółkiewskim, do 1945 w Polsce, w województwie lwowskim, w powiecie żółkiewskim, w gminie Mosty Wielkie.
Wieś Herburtów w połowie XVI wieku, położona w powiecie lwowskim ziemi lwowskiej. Na początku XIX wieku w Bojańcu mieszkała rodzina Mochnackich. Właścicielem jednego z folwarków był Bazyli Mochnacki, tutaj też urodzili się jego synowie Kamil i Maurycy.

## Urodzeni
- Jan Głogowski (pułkownik)
- Kamil Mochnacki
- Maurycy Mochnacki, publicysta, krytyk literacki i powstaniec listopadowy